# 라 보엠 (2008년 영화)
《라 보엠》(La Bohème)은 2008년 공개된 독일 및 오스트리아 합작 영화이다. 자코모 푸치니의 동명의 오페라를 영화화한 작품이다.

## 출연

### 주연
- 롤란도 빌라존
- 안나 네트렙코
- 게오르게 폰 베르겐
- 니콜 카벨

### 조연
- 보아즈 다니엘

## 기타
- 원작자: 앙리 뮈르제
- 조감독: 이렌느 이버센
- 미술: 플로리안 라이크먼
- 의상: 울라이크 페슬레